# Arthur von Gwinner

Arthur von Gwinner

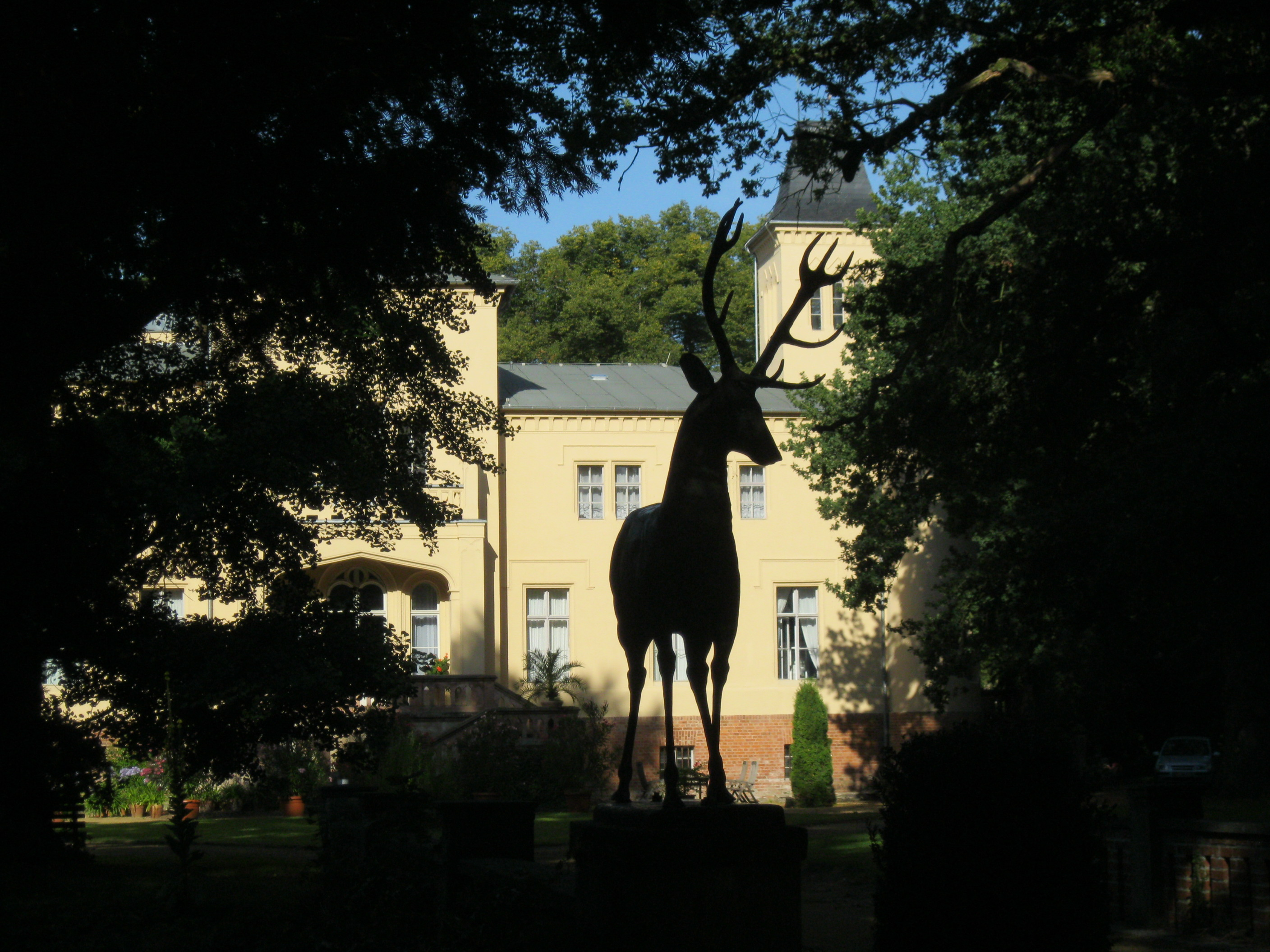
Hirschstatue vor Schloss Krumke

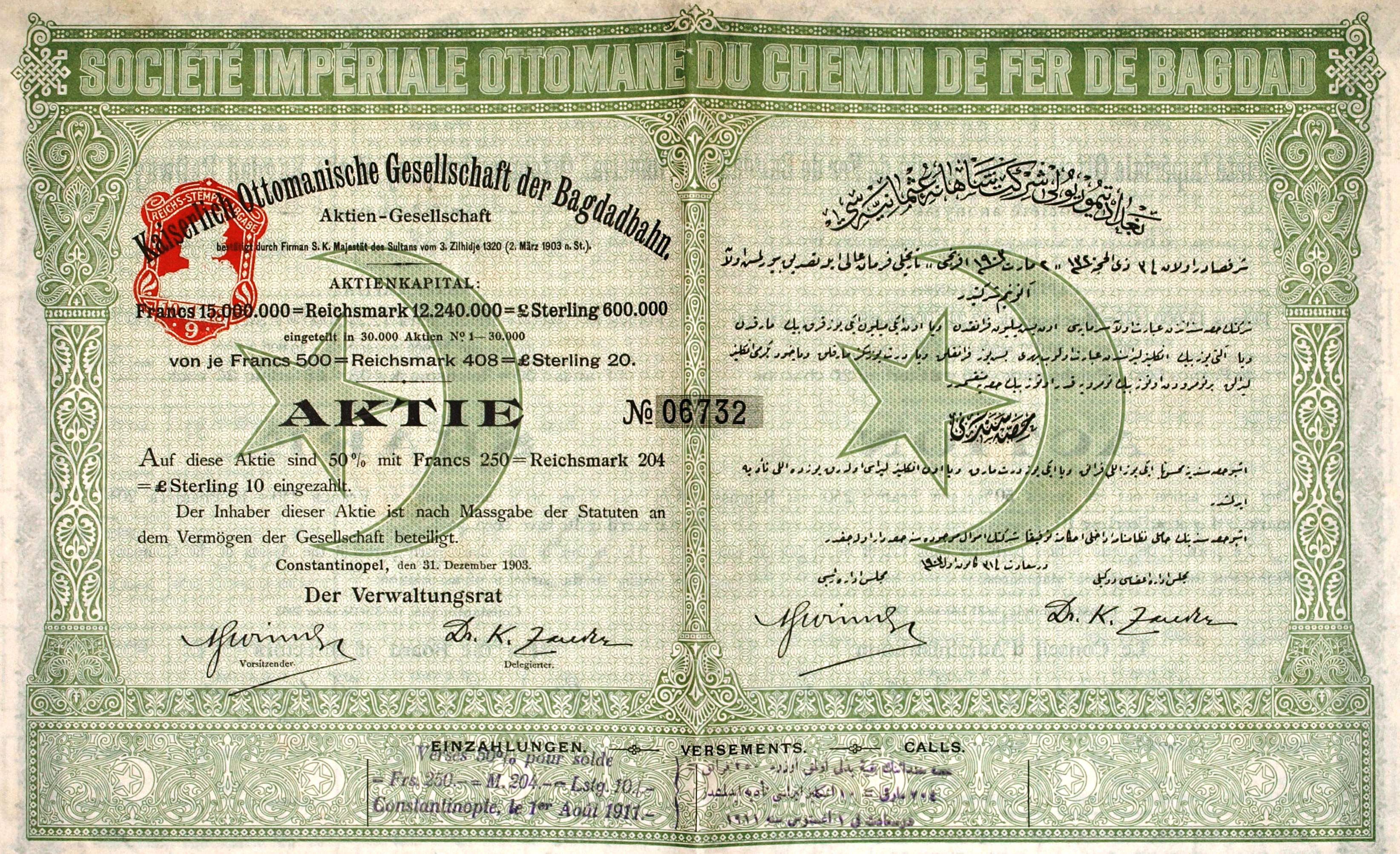
Aktie der Bagdadbahn AG vom 31. Dezember 1903; Faksimileunterschrift von Arthur von Gwinner, damals Vorstand der Deutschen Bank

Arthur Philipp Friedrich Wilhelm Gwinner, ab 1908 von Gwinner (* 6. April 1856 in Frankfurt am Main; † 29. Dezember 1931 in Berlin), war ein deutscher Bankier, Politiker und Kunstmäzen.

## Leben
Gwinner entstammte einer renommierten Frankfurter Familie. Sein Großvater Philipp Friedrich Gwinner war Jurist, Kunsthistoriker und vorletzter Bürgermeister der Freien Stadt Frankfurt, sein Vater Wilhelm Gwinner Jurist, Schriftsteller und ein Vertrauter Arthur Schopenhauers, dessen Vorname der Sohn erhielt. Nach dem Besuch der Hassel’schen Lehr- und Erziehungs-Anstalt für Knaben absolvierte Gwinner 1874 bis 1876 eine Banklehre im Frankfurter Bankhaus August Siebert, der lange Auslandsaufenthalte folgten. 1885 heiratete Gwinner in Frankfurt am Main Anna Speyer (1861–1940), Tochter des deutsch-jüdischen Bankiers Philipp Speyer (1815–1896) und dessen Frau Charlotte Stern (1824–1906).
Gwinner hätte als Inhaber in das Frankfurter Bankhaus Lazard Speyer-Ellissen eintreten können, zog es aber vor nach Berlin zu gehen, das damals Frankfurt als führenden deutschen Finanzplatz überflügelte. 1888 wurde er alleiniger Eigentümer des Berliner Bankhauses Riess & Itzinger, das er unter seinem eigenen Namen weiterführte. 1886 erwarb von Gwinner den Torre de las Damas in Granada, einen Teil des Naṣridenpalastes in der Alhambra. Diesen benutzte er als Ferienresidenz, bis er ihn 1891 den spanischen Staat schenkte. Die sogenannte Alhambra-Kuppel, die den Turm dieses Gebäudes zierte, nahm er jedoch mit nach Berlin, wo sie zunächst seine private Wohnung schmückte. Heute befindet sie sich im Museum für Islamische Kunst in Berlin. 1891 trat er außerdem der Gesellschaft der Freunde bei. 
1894 liquidierte er sein Bankhaus, um eine Stelle im Vorstand der Deutschen Bank anzunehmen, wo er eng mit Georg von Siemens zusammenarbeitete. Er gehörte dem Vorstand bis 1919 an, von 1910 bis 1919 als dessen Sprecher. In seiner Zeit als Vorstandssprecher wuchs die Zahl der Bankmitarbeiter von 5.384 auf 13.529. Bis heute ist er der einzige in Frankfurt geborene Sprecher der seit 1957 in Frankfurt ansässigen Deutschen Bank. Von 1919 bis 1931 gehörte er dem Aufsichtsrat des Unternehmens an. Von 1916 bis zu seinem Tod war er Senator der Kaiser-Wilhelm-Gesellschaft. Gwinner war an der Finanzierung der Bagdadbahn, der AEG und von Siemens beteiligt. Aufgrund seiner Auslandserfahrung war er insbesondere für das Auslandsgeschäft der Deutschen Bank zuständig und galt so zur damaligen Zeit auch als deutscher Außenpolitiker.
Gwinner, dessen Vater 1908 das erbliche Adelsprädikat erhalten hatte, wurde 1910 von Wilhelm II. in das Preußische Herrenhaus (das „Oberhaus“ des Parlaments) berufen. Im Folgenden machte er sich auch als Gegner von ausufernder Staatsverschuldung einen Namen: Hier hielt Gwinner 1910 eine aufsehenerregende Rede, in der er Kritik an der Budgetierung sowie der den Staatskredit schädigenden Defizitwirtschaft des preußischen Finanzministeriums übte. Sein berühmter Ausspruch während dieser Debatte: „Es gehört Talent zu allem, aber zum Borgen gehört Genie!“ wurde später in Berlin noch häufig kolportiert.
1913 brach der Fürstentrust von Christian Kraft zu Hohenlohe-Öhringen in spektakulärer Weise zusammen und führte zu einer allgemeinen Bankenkrise. Die Liquidierung des Trusts erfolgte durch die Deutsche Bank unter Gwinner infolge der persönlichen Intervention Wilhelms II.
1921 wurde ihm die Ehrendoktorwürde der Universität Erlangen (Dr. rer. pol. h. c.) und 1922 die der Universität Frankfurt am Main (Dr. phil. nat. h. c.) verliehen.
Über das Bankfach hinaus galten Gwinners vielfältige Interessen vor allem der Mineralogie und der Botanik. Er war korrespondierendes Mitglied der Senckenbergischen Naturforschenden Gesellschaft. Er gehörte 1911 zu den Gründern der Frankfurter Schopenhauer-Gesellschaft und stiftete der Stadt- und Universitätsbibliothek die Bibliothek des Schopenhauer-Archivs.
1911 erwarb er Gut und Schloss Krumke in der Altmark westlich von Berlin, ließ es renovieren und ausbauen und nutzte es als Familiensitz. Nach seinem Tode wurde er in Krumke beigesetzt. Sein Grab befindet sich auf dem kleinen Friedhof des Ortes. Das von Georg Wrba geschaffene Erbbegräbnis der Familie Arthur von Gwinner auf dem Dreifaltigkeitskirchhof II in Berlin-Kreuzberg blieb unbelegt. Am Gwinnerschen Familiengrab auf dem Frankfurter Hauptfriedhof erinnert eine Gedenkplakette an ihn.
Seine Töchter Margarethe, verheiratet mit dem Geiger Karl Klingler, und die kurzfristig mit Berndt von Wedel verheiratete Charlotte von Gwinner erbten das Rittergut, wurden jedoch im Zuge der Bodenreform enteignet. Nach der Deutschen Wiedervereinigung erhielt die Familie laut Zeitungsberichten eine Entschädigung. Damit wurde aber wohl nur ein Teil des tatsächlichen Wertes abgegolten.

## Mitgliedschaften
Arthur von Gwinner wurde noch im Gründungsjahr 1912 Mitglied der Paläontologischen Gesellschaft.